# Dicranomyia perpulchra
Dicranomyia perpulchra là một loài ruồi trong họ Limoniidae. Chúng phân bố ở miền Australasia.